# Río Viar
Río Viar este o arie protejată (arie specială de conservare — SAC, sit de importanță comunitară — SCI) din Spania întinsă pe o suprafață de 13,35 ha, integral pe uscat.

## Localizare
Centrul sitului Río Viar este situat la coordonatele 37°42′55″N 5°52′51″W / 37.7152°N 5.8808°V.

## Înființare
Situl Río Viar a fost declarat sit de importanță comunitară în decembrie 2000 pentru a proteja 14 specii de animale. Situl a fost protejat și ca arie specială de conservare în iulie 2020.

## Biodiversitate
Situată în ecoregiunea mediteraneană, aria protejată conține 3 habitate naturale: Dehesas cu Quercus spp. perene, Păduri termofile cu Fraxinus angustifolia, Fânețe de joasă altitudine (Alopecurus pratensis, Sanguisorba officinalis).
La baza desemnării sitului se află mai multe specii protejate:
- păsări (4): pescăruș albastru (Alcedo atthis), buha (Bubo bubo), barză neagră (Ciconia nigra), stârc pitic (Ixobrychus minutus)
- amfibieni (1): Discoglossus galganoi
- mamifere (1): vidră de râu (Lutra lutra)
- nevertebrate (1): Coenagrion mercuriale
- pești (5): Cobitis paludica, Iberochondrostoma lemmingii, Pseudochondrostoma polylepis, Pseudochondrostoma willkommii, Squalius alburnoides
- reptile (2): țestoasa de baltă (Emys orbicularis), Mauremys leprosa

Pe lângă speciile protejate, pe teritoriul sitului au mai fost identificate 1 specie de amfibieni.